# Antioquia
Antioquia – departament Kolumbii położony w północno-zachodniej części kraju. Historycznie była jednym ze stanów tworzących Stany Zjednoczone Kolumbii.
Antioquia zajmuje powierzchnię 63 612 km² i liczy prawie 7 milionów mieszkańców (2006). Graniczy z Morzem Karaibskim i zatoką Uraba, lecz w większości jest górzysty. Na jego obszarze znajdują się dwa pasma Kordyliery Zachodniej. Południową granicę departamentu wyznacza rzeka Magdalena. Większa część Antioquii leży między rzekami Magdalena i Cauca i zawiera północną część Kordyliery Centralnej. Departament porastają gęste lasy, a złoża bogactw naturalnych czynią go jednym z najważniejszych ośrodków górnictwa w Kolumbii.
Medellín jest stolicą i największym miastem Antioquii. Inne większe miasta to: Santa Fe de Antioquia, była stolica nad rzeką Cauca, oraz Puerto Berrío nad Magdaleną.
Do uchwalenia konstytucji z 1886, Antioquia i inne stany stanowiły własne prawa, a nawet po tej dacie zachowały część z nich, na przykład system zarządzania finansami.

## Gminy
Abejorral, Abriaquí, Alejandría, Amagá, Amalfi, Andes, Angelópolis, Angostura, Anorí, Antioquia, Anza, Apartadó, Arboletes, Argelia, Armenia, Barbosa, Bello, Belmira, Betania, Betulia, Bolívar, Briceño, Buriticá, Cáceres, Caicedo, Caldas, Campamento, Cañasgordas, Caracolí, Caramanta, Carepa, Carmen de Viboral, Carolina del Príncipe, Caucasia, Chigorodó, Cisneros, Cocorná, Concepción, Concordia, Copacabana, Dabeiba, Don Matías, Ebéjico, El Bagre, El Carmen de Viboral, El Peñol, El Santuario, Entrerríos, Envigado, Fredonia, Frontino, Giraldo, Girardota, Gómez Plata, Granada, Guadalupe, Guarne, Guatape, Heliconia, Hispania, Itagüí, Ituango, Jardín, Jericó, La Ceja, La Estrella, La Pintada, La Unión, Liborina, Maceo, Marinilla, Medellín, Montebello, Murindó, Mutatá, Nari, Nechí, Necoclí, Olaya, Peñol, Peque, Pueblorrico, Puerto Berrío, Puerto Nare, Puerto Triunfo, Remedios, Retiro, Rionegro, Sabanalarga, Sabaneta, Salgar, San Andrés, San Carlos, San Francisco, San Jerónimo, San José de la Montaña, San Juan de Urabá, San Luis, San Pedro, San Pedro de Urabá, San Rafael, San Roque, Santa Bárbara, Santa Rosa de Osos, Santo Domingo, Santuario, San Vicente, Segovia, Sonsón, Sopetrán, Támesis, Tarazá, Tarso, Titiribí, Toledo, Turbo, Uramita, Urrao, Valdivia, Valparaíso, Vegachi, Venecia, Vigía del Fuerte, Yali, Yarumal, Yolombo, Yondó, Zaragoza